# 渼陂红四军总部旧址
渼陂红四军总部旧址位于中国江西省吉安市青原区文陂乡渼陂村，原为梁氏宗祠永慕堂，2013年被列为第七批全国重点文物保护单位。
一同列入保护的有渼陂梁兴初故居、渼陂红四军卫生队旧址（明德堂）。